# 파보 하비코
파보 유하니 하비코(핀란드어: Paavo Juhani Haavikko, 1931년 1월 25일~2008년 10월 6일)는 핀란드의 시인, 소설가, 극작가이다. 전후 핀란드 문학을 대표하는 작가 중 한 명으로 70여편의 소설과 시, 희곡을 발표했다.

## 작품
- 〈머나먼 곳에 이르는 길〉(Tiet etäisyyksiin, 1951)
- 〈조국〉(Synnyinmaa, 1955)
- 〈잎은 잎〉(Lehdet lehtiä, 1958)
- 〈겨울궁전〉(Talvipalatsi, 1959)
- 〈개인의 일〉(Yksityisiä asioita, 1960)
- 〈클라우디우스 키빌리크센 음모단 탁자 위의 유리잔〉(Lasi Claudius Civiliksen salaliittolaisten pöydällä, 1964)
- 〈영구평화의 시대〉(Ikuisen rauhan aika, 1981)
- 〈철의 시대〉(Rauta-aika, 1982)